# Kostheimer Brücke
Die Kostheimer Brücke verbindet den Wiesbadener Stadtteil Mainz-Kostheim mit Ginsheim-Gustavsburg (Ortsteil Gustavsburg) über den Main. Die Straßenbrücke ist Bestandteil der Bundesstraße 43, auf Kostheimer Seite trägt sie zusätzlich den Namen Hauptstraße und auf Gustavsburger Seite Darmstädter Landstraße.
Die ursprüngliche Brücke mit Fachwerk-Bogenträgern des MAN-Werks Gustavsburg auf Pfeilern, die die Bauunternehmung Philipp Holzmann & Cie. in Senkkasten-Gründung ausführte, wurde 1887 in Betrieb genommen und nach Zerstörung im Zweiten Weltkrieg 1947 mit einfacherem Überbau in Warren-Fachwerk wiederaufgebaut.
Die Kostheimer Brücke ist bei Mainkilometer 1,330 die letzte Mainbrücke vor der Mündung in den Rhein. Sie hat eine Durchfahrtshöhe von 6,7 m über HSW. Sie ist in der Route der Industriekultur Rhein-Main Mainspitze verzeichnet.
Die Kostheimer Brücke ist Bestandteil des „Drei-Brücken-Laufs“, die anderen beiden sind die Rheinbrücken Theodor-Heuss-Brücke und die Südbrücke.
Aufgrund steigender Verkehrsbelastung plant Hessen Mobil einen Neubau der Brücke. Im Zuge dieser Planung wird der Denkmalwert der Brücke überprüft. Seitens des Landesamtes für Denkmalpflege Hessen wird erwogen, die Brücke als Kulturdenkmal anzuerkennen.

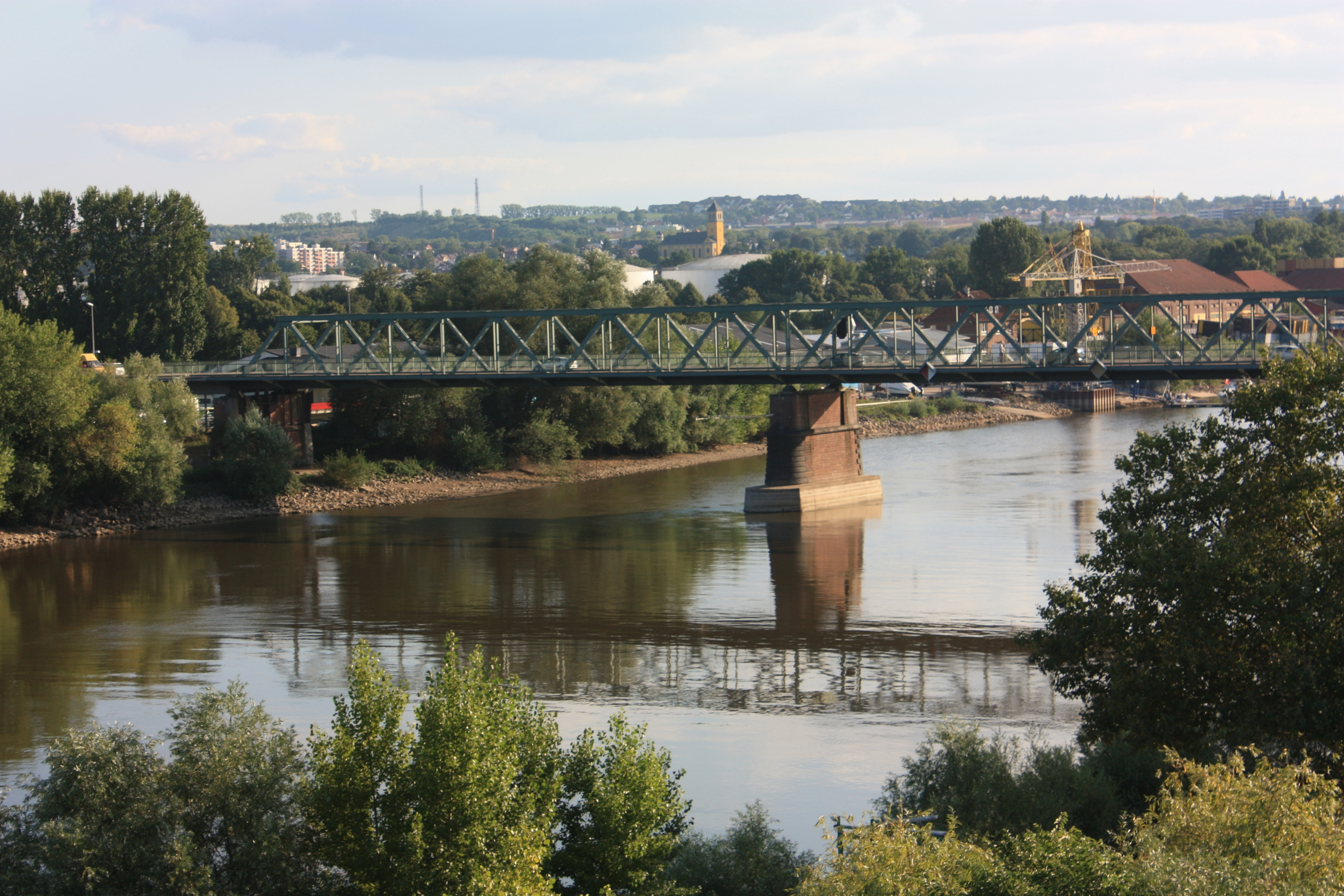
Brücke 2013
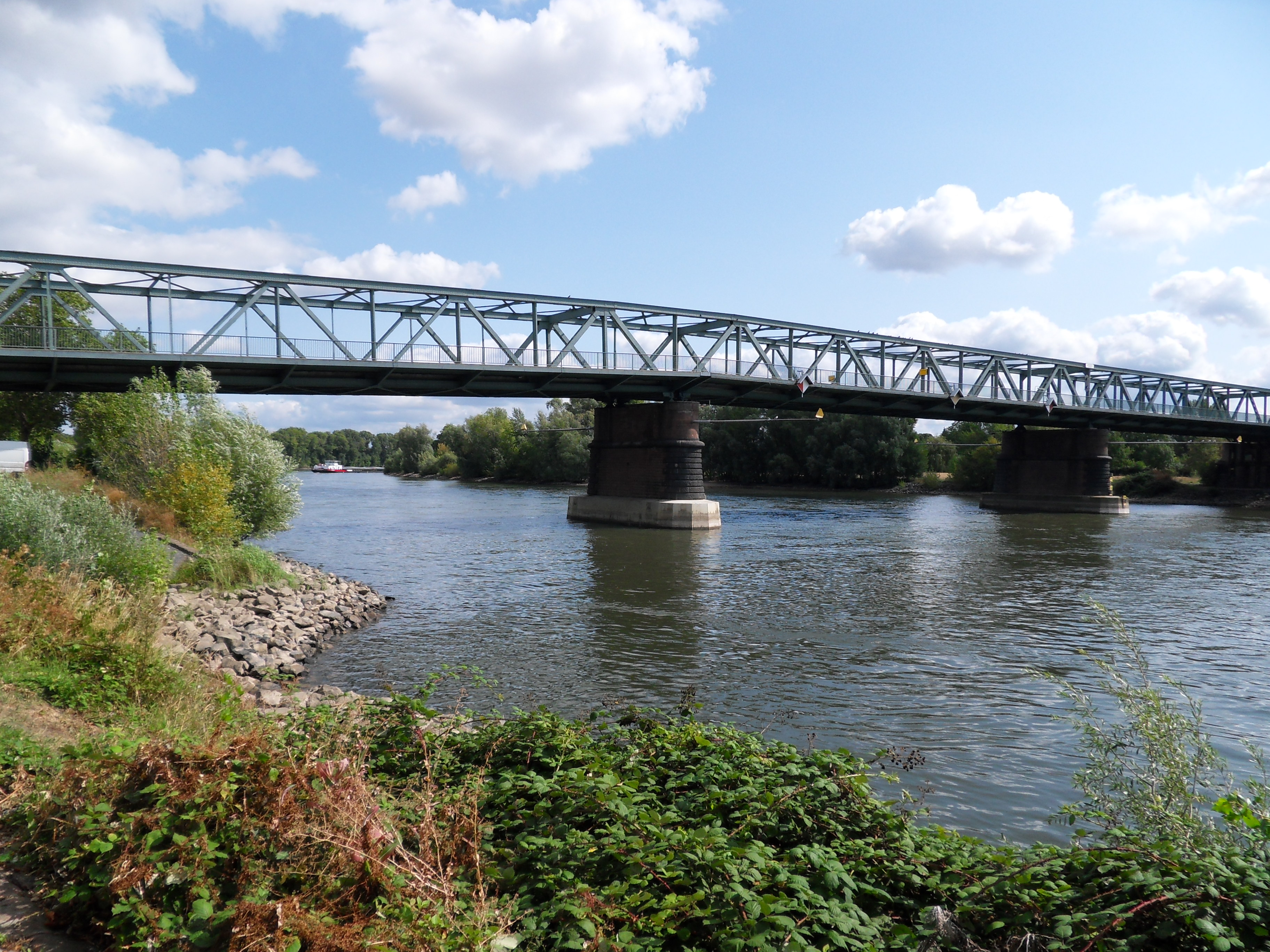
Brücke von Nordwesten gesehen (2009)

## Vorgängerbauwerke
Bereits zur Römerzeit gab es in der Nähe eine Mainbrücke, deren Errichtung durch die dendrochronologische Untersuchung der Brückenhölzer auf das Jahr 374 unter Kaiser Valentinian I. datiert ist. Reste der Brückenpfeiler sind heutzutage nur bei extremen Niedrigwasser im Main auf Gustavsburger Seite zu finden, ca. 200 m westlich der heutigen Kostheimer Brücke. Sie sind dem damaligen Flusslauf des Mains ausgerichtet.

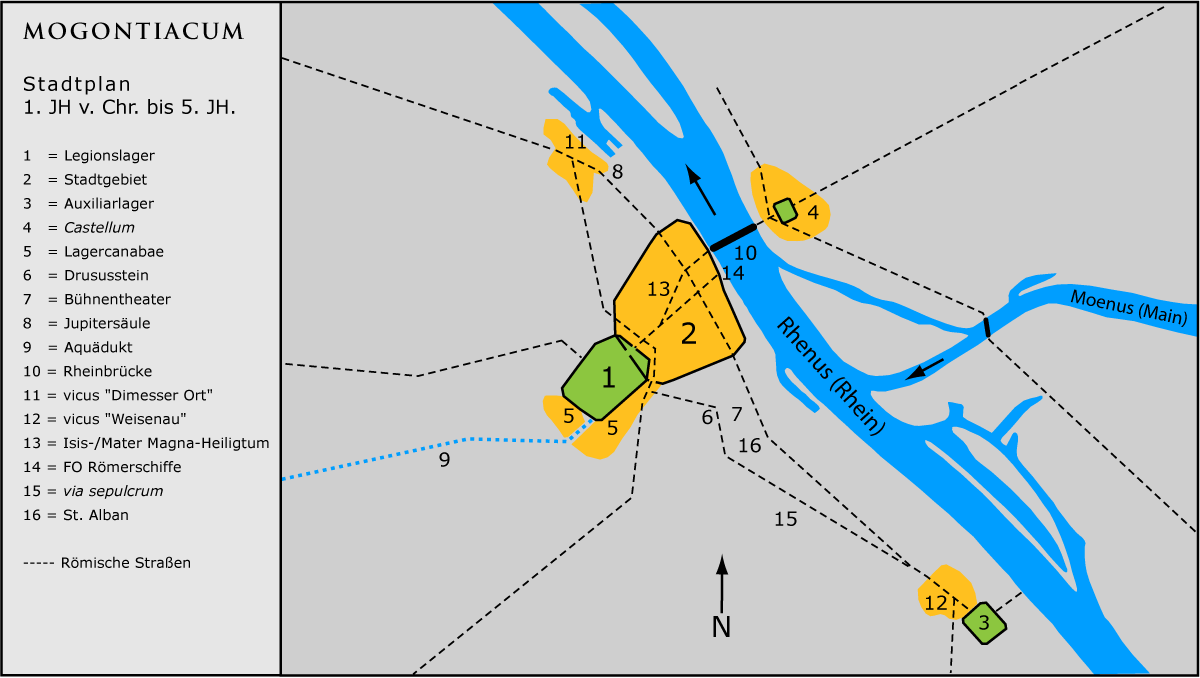
Plan von Mogontiacum unter Berücksichtigung des Zeitraums 1. Jahrhundert v. Chr. bis 5. Jahrhundert
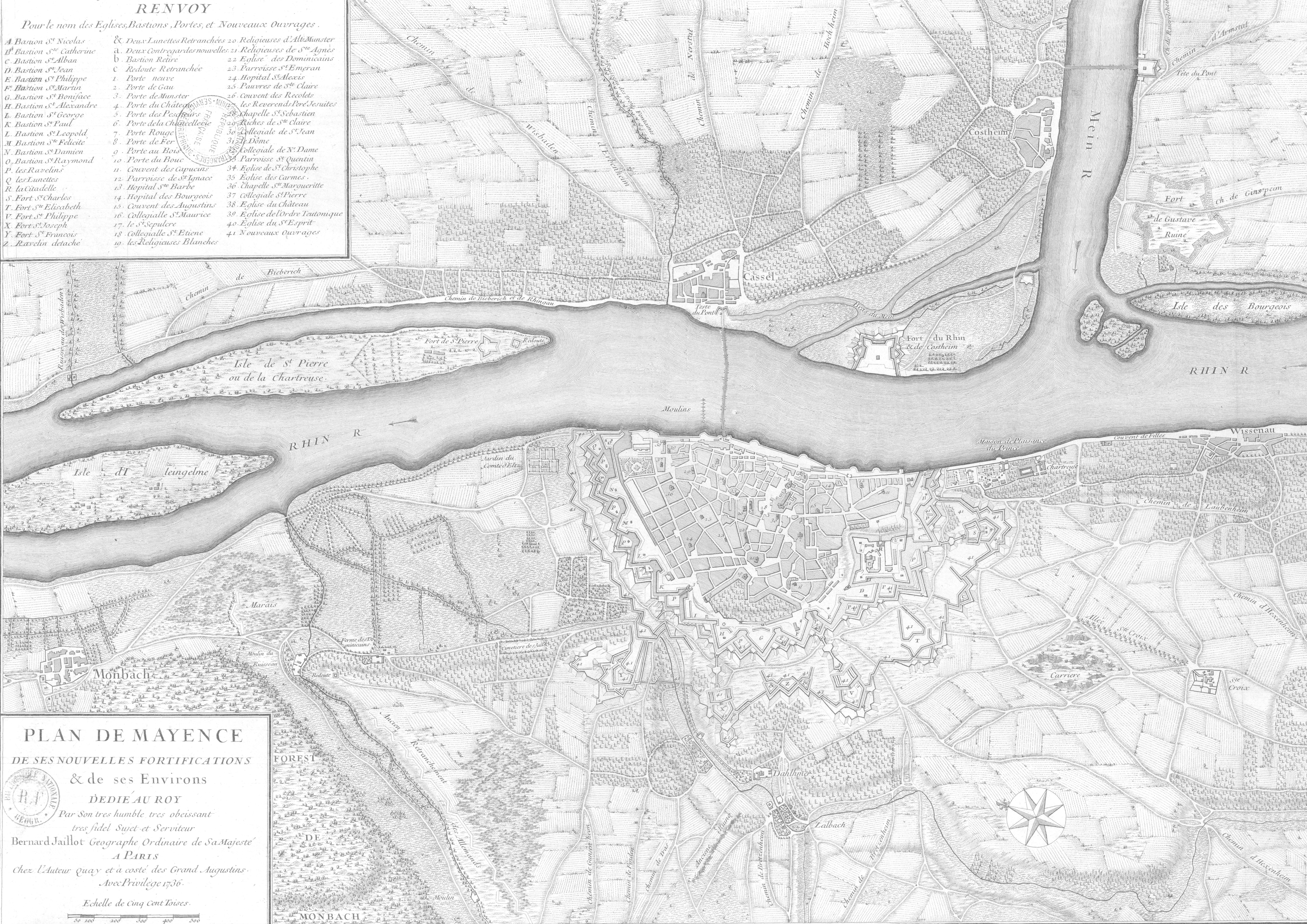
Stadtplan von Mainz (1736) zu erkennen ist ebenfalls eine Brücke über den Main